# Crustal Movement
Crustal Movement (deutsch „Krustenbewegung“) ist ein Album des französisch-japanischen Musiker-Kollektivs Kaze von Peter Orins und Satoko Fujii mit Ikue Mori. Die in Kobe (Satoko Fujii & Natsuki Tamura), New York City (Ikue Mori) und Lille (Christian Pruvost & Peter Orins) zwischen Oktober 2021 und Mai 2022 entstandenen Aufnahmen erschienen im März 2023 auf Circum-Libra Records.

## Hintergrund
Crustal Movement ist das siebte Album des von Peter Orins und Satoko Fujii mit den Trompetern Natsuki Tamura und Christian Pruvost gegründeten französisch-japanischen Quartetts Kaze, das inzwischen zum Quintett wurde. Jetzt erweitert unter dem Namen Kaze & Ikue Mori auftretend, legte das Kollektiv nach Sandstorm (2020) ein zweites Album in Folge vor, bei dem die Elektronikkünstlerin Ikue Mori besonders herausgestellt wird.
Im Laufe von mehr als zehn Jahren haben Kaze und das einst zum Sextett erweiterte Trouble Kaze an den äußeren Rändern der freien Improvisation gespielt, notierte Karl Ackermann. Wie eine Reihe von Fujiis pandemischen/postpandemischen Kreationen war Crustal Movement größtenteils ein Produkt des Remote-Filesharings. Orins und Pruvost gingen noch einen Schritt weiter und fügten dem Mix Live-Aufnahmen hinzu. Anschließend formte die Gruppe die einzelnen Beiträge zu einer zusammenhängenden Sammlung von Stücken.

## Titelliste

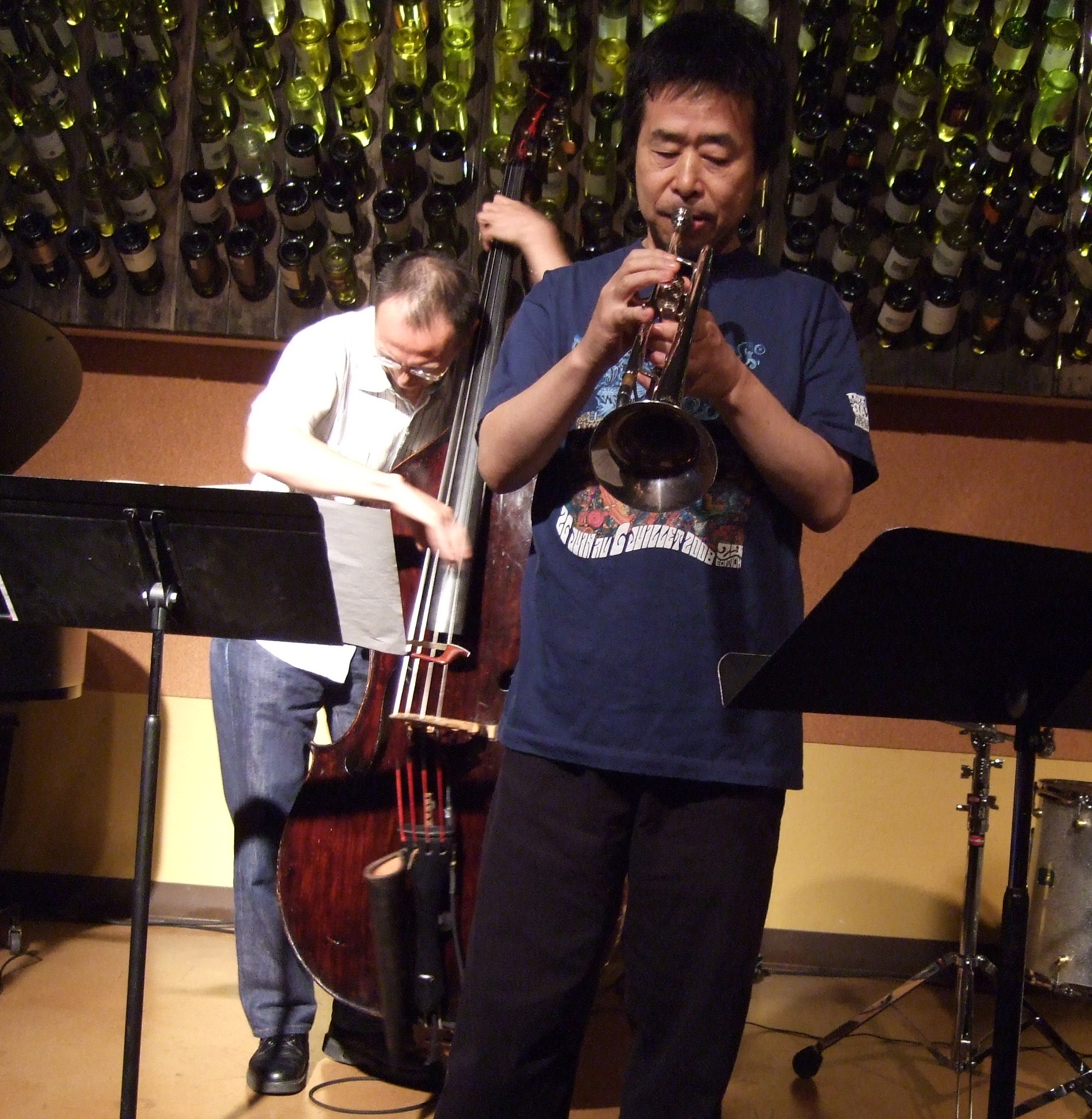
Natsuki Tamura

- Kaze & Ikue Mori: Crustal Movement (Circum-Libra Records 206)[2]

1. Masoandro Mitsoka (Christian Pruvost, Peter Orins) 11:58
2. Motion Dynamics (Ikue Mori) 4:51
3. Rolle Cake (Natsuki Tamura) 7:38
4. Shifting Blocks (Ikue Mori) 5:24
5. No Twist (Christian Pruvost, Peter Orins) 10:58
6. Crustal Movement (Satoko Fujii) 10:21

## Rezeption
Nach Ansicht von Karl Ackermann, der das Album in All About Jazz rezensierte, ist die Musik auf Crustal Movement experimentierfreudig, wie man es bei dieser Besetzung erwarten würde. Und obwohl es nicht jedermanns Sache sein dürfte, hätten diese Improvisationen immer eine faszinierende Eigenart; sie hängen nicht. Selbst in den seltenen Momenten relativer Ruhe sei eine unbeschreibliche kinetische Energie vorhanden.